# Melanomys
Melanomys is een geslacht van zoogdieren uit de familie van de Cricetidae. De wetenschappelijke naam van het geslacht werd in 1902 gepubliceerd door Oldfield Thomas.

## Soorten
Er worden 6 soorten in dit geslacht geplaatst:
- Melanomys caliginosus (Tomes, 1860)
- Melanomys chrysomelas (J. A. Allen, 1897)
- Melanomys columbianus (J. A. Allen, 1899)
- Melanomys idoneus (E. A. Goldman, 1912)
- Melanomys robustulus O. Thomas, 1914
- Melanomys zunigae (Sanborn, 1949)

Aegialomys · Amphinectomys · Cerradomys · Drymoreomys · Eremoryzomys · Euryoryzomys · Handleyomys · Holochilus · Hylaeamys · Lundomys · Megalomys · Megaoryzomys · Melanomys · Microakodontomys · Microryzomys · Mindomys · Neacomys · Nectomys · Nephelomys · Nesoryzomys · Noronhomys · Oecomys · Oligoryzomys · Oreoryzomys · Oryzomys · Pattonimus · Pennatomys † · Pseudoryzomys · Scolomys · Sigmodontomys · Sooretamys · Tanyuromys · Transandinomys · Zygodontomys